# 알렉시스 트루히요
움베르토 알렉시스 트루히요 오라마스(스페인어: Humberto Alexis Trujillo Oramas, 1965년 7월 30일, 카나리아 제도 라스 팔마스 ~)는 스페인의 전 축구 선수로, 현역 시절 중앙 미드필더로 활약했으며, 감독으로 활약한 전적도 있다.

## 선수 경력
카나리아 제도 라스 팔마스 출신인 트루히요는 페널티 킥에 능한 선수였다. 그는 현역 21년을 보내면서 라스 팔마스와 베티스와 주로 동행했고, 두 구단 소속으로 모두 라 리가와 세군다 디비시온에서 200경기씩 뛰었고, 두 구단에서 모두 주장을 맡았었다.
트루히요는 또다른 고향 구단 우니베르시다드 라스 팔마스에서 4년(이 중 마지막 3년은 세군다 디비시온 B에서 활약)을 머물다가 39세에 축구화를 벗었다.

## 감독 경력
2004년부터 2006년 사이, 트루히요는 안달루시아 연고 구단인 베티스에서 로렌소 세라 페레르 감독을 보좌하며 1년차에 소속 구단의 UEFA 챔피언스리그 진출을 도왔다.
2017년 5월 9일, 구단 스카우트로 일하던 그는 해임된 빅토르 산체스의 바통을 이어받아 감독일을 대행했다. 그가 이끄는 베티스는 시즌의 남은 경기에서 모두 비겼는데, 첫 경기는 1-1로 비긴 아틀레티코 마드리드와의 안방 경기였다.
구단 단장을 역임하던 트루히요는 루비 감독이 8경기를 남겨놓고 경질되면서 다시 감독직을 맡았다.

## 통계

### 지도자 기록
2020년 7월 19일 기준
| 구단               | 국적   | 취임           | 해임            | 기록 | 기록 | 기록 | 기록 | 기록 | 기록 | 기록 | 기록  | 주석  |
| 구단               | 국적   | 취임           | 해임            | 전   | 승   | 무   | 패   | 득   | 실   | 차   | 율 %  | 주석  |
| ------------------ | ------ | -------------- | --------------- | ---- | ---- | ---- | ---- | ---- | ---- | ---- | ----- | ----- |
| 베티스 (감독 대행) | 스페인 | 2017년 5월 9일 | 2017년 5월 26일 | 2    | 0    | 2    | 0    | 3    | 3    | 0    | 0.00  | [ 8 ] |
| 베티스 (감독 대행) | 스페인 | 21 June 2020   | 19 July 2020    | 8    | 2    | 1    | 5    | 8    | 12   | −4   | 25.00 | [ 9 ] |
| 합계               | 합계   | 합계           | 합계            | 10   | 2    | 3    | 5    | 11   | 15   | −4   | 20.00 | —     |

## 수상
라스 팔마스
- 세군다 디비시온: 1984–85

베티스
- 코파 델 레이 준우승: 1996–97[10]